# Alfambra (fiume)
L'Alfambra è un fiume che scorre nel nord della Spagna, affluente del fiume Turia che attraversa la provincia di Teruel. 
L'Alfambra nasce nella Sierra de la Moratilla, sulla vetta del Peñarroya a circa 2000 m di altitudine, nella provincia di Teruel. In un percorso tortuoso, prima verso nord e poi verso sud, le sue occasionali esondazioni arrecano danni ai frutteti dei paesini attraversati. Il fiume attraversa le città di Galve, Orrios e Alfambra, così come Peralejos, Cuevas Labradas, Villalba Baja, Tortajada e Teruel dove si unisce al fiume Turia.
La sua portata è bassa e il suo regime irregolare, con forti piene a fine inverno, primavera e autunno. Non ha serbatoi o dighe.